# نانسی کارول
نانسی کارول (انگلیسی: Nancy Carroll؛ زادهٔ ۲۸ نوامبر ۱۹۷۴) بازیگر اهل بریتانیا است.
از فیلم‌ها یا برنامه‌های تلویزیونی که وی در آن نقش داشته است، می‌توان به شوهر ایده‌آل و پدر براون اشاره کرد.